# Кубок Украинской ССР по футболу
Кубок УССР по футболу (укр. Кубок УРСР з футболу) — футбольный турнир, проводившийся в Украинской ССР с 1937 по 1991 год среди команд добровольных спортивных обществ, ведомств, команд мастеров.

## История
До весны 1936 года включительно лучшие украинские команды соревновались в регулярно проводимых чемпионатах Украины. Однако реформа союзного футбола, осуществленная в 1936 году, упразднила проведение независимых республиканских чемпионатов, сделав их составной частью всесоюзных розыгрышей по лиговому принципу. Таким образом украинские команды оказались разбросанными в разных дивизионах Чемпионата СССР. В связи с этим для выявления сильнейшей украинской команды было введёно ещё одно соревнование, получившие название первенство УССР на Кубок.
В двух стартовых турнирах, как и в пяти послевоенных, в Кубке УССР выступали сильнейшие украинские команды. В дальнейшем представители высших лиг к соревнованиям не привлекались, а турнир утратил регулярность. Начиная с 1957 года, в связи с очередной реформой советского футбольного хозяйства, все кубковые соревнования в СССР разделялись на два турнира — один среди команд мастеров, а другой среди любительских команд.
Финальные поединки Кубка Украинской ССР проводились на киевском Центральном стадионе, победителей награждали золотыми жетонами и дипломами Госкомспорта республики.

## Все финалы Кубка УССР

### Финалы 1937—1938 годов
| Год  | Обладатель      | Финалист           | Счёт       |
| ---- | --------------- | ------------------ | ---------- |
| 1937 | «Динамо» (Киев) | «Динамо» (Одесса)  | 4:2 (д.в.) |
| 1938 | «Динамо» (Киев) | «Локомотив» (Киев) | 3:1        |

### Финалы 1939—1940 годов (без команд высшего дивизиона)
| Год  | Обладатель                | Финалист             | Счёт     |
| ---- | ------------------------- | -------------------- | -------- |
| 1939 | «Авангард» (Краматорск)   | «Пищевик» (Одесса)   | 2:0      |
| 1940 | «Динамо» (Днепропетровск) | «Локомотив» (Одесса) | 2:2, 6:2 |

### Финалы 1944—1948 годов
| Год  | Обладатель            | Финалист               | Счёт |
| ---- | --------------------- | ---------------------- | ---- |
| 1944 | «Динамо» (Киев)       | «Локомотив» (Харьков)  | 2:0  |
| 1945 | «Локомотив» (Харьков) | «Динамо» (Киев)        | 1:0  |
| 1946 | «Динамо» (Киев)       | «Локомотив» (Харьков)  | 2:0  |
| 1947 | «Динамо» (Киев)       | «Пищевик» (Одесса)     | 5:1  |
| 1948 | «Динамо» (Киев)       | «Большевик» (Мукачево) | 4:1  |

### Финалы 1949—1991 годов (без команд высшего дивизиона)
| Год       | Обладатель | Финалист | Счёт |
| --------- | --- | --- | --- |
| 1949      | ВВС (Харьков) | «Водник» (Одесса)                                                                                                  | 5:1 |
| 1950      | «Спартак» (Ужгород)                                                                                                | «Металлург» (Запорожье)                                                                                            | 4:2 |
| 1951      | «Металлург» (Запорожье)                                                                                            | ОДО (Львов) | 4:0 |
| 1952      | «Металлург» (Запорожье)                                                                                            | ОДО (Львов) | 6:3 |
| 1953      | «Торпедо» (Кировоград)                                                                                             | «Локомотив» (Полтава)                                                                                              | 3:1 |
| 1954      | «Машиностроитель» (Киев)                                                                                           | ОДО (Одесса) | 1:1, 3:1 |
| 1955      | «Машиностроитель» (Киев)                                                                                           | «Локомотив» (Артёмовск)                                                                                            | 2:1 |
| 1956      | «Колхозник» (Полтава)                                                                                              | «Машиностроитель» (Запорожье)                                                                                      | 4:0 |
| 1957      | СКВО (Одесса) | «Колхозник» (Ровно)                                                                                                | 2:0 |
| 1958      | «Торпедо» (Харьков)                                                                                                | «Авангард» (Тернополь)                                                                                             | 2:1 (д.в.) |
| 1959-1971 | Розыгрыши Кубка Украины среди команд мастеров не проводились Разыгрывался кубок Украины среди любительских команд. | Розыгрыши Кубка Украины среди команд мастеров не проводились Разыгрывался кубок Украины среди любительских команд. | Розыгрыши Кубка Украины среди команд мастеров не проводились Разыгрывался кубок Украины среди любительских команд. |
| 1972      | «Автомобилист» (Житомир)                                                                                           | «Шахтёр» (Донецк)                                                                                                  | 1:0 (д.в.) |
| 1973      | «Звезда» (Кировоград)                                                                                              | «Спартак» (Ивано-Франковск)                                                                                        | 1:0 |
| 1974      | «Таврия» (Симферополь)                                                                                             | «Автомобилист» (Житомир)                                                                                           | 2:0, 2:1 |
| 1975      | «Звезда» (Кировоград)                                                                                              | «Таврия» (Симферополь)                                                                                             | 2:0, 1:2 |
| 1976      | СКА (Киев) | «Шахтёр» (Горловка)                                                                                                | 2:0 |
| 1977-1989 | Розыгрыши Кубка Украины среди команд мастеров не проводились                                                       | Розыгрыши Кубка Украины среди команд мастеров не проводились                                                       | Розыгрыши Кубка Украины среди команд мастеров не проводились                                                       |
| 1990      | «Полесье» (Житомир)                                                                                                | «Нефтяник» (Ахтырка)                                                                                               | 4:0, 1:3 |
| 1991      | «Темп» (Шепетовка)                                                                                                 | «Верес» (Ровно) | 1:1, 2:1 |